# Donatizam
Donatizam je bio pokret u ranokršćanskoj afričkoj Crkvi 4. i 5. stoljeća koji je osuđen kao raskolnički. Nazvan je po berberskom kršćaninu Donatu (lat.: Donatus Magnus) koji je smatrao da crkva mora biti crkva svetaca, a ne griješnika i da sakramenti koje su primili traditori (izdajnici), svećenici koji su u doba progona, prema njihovom mišljenju, činili izdaju drugih kršćana, ne vrijede.
Do sukoba je došlo oko 311. godine kada je biskup Kartage Cecilijan svrgnut uz sudjelovanje Feliksa iz Aptunge, bivšeg traditora. Njegovi protivnici su postavili svog biskupa Marjorina, koga je naslijedio Donat, po kome je raskol dobio ime. Godine 313. – komisija, koju je imenovao Papa Miltijad, presudila protiv donatista. Car Konstantin je proglasio važećim Cecilijanov izbor i stao protiv donatista koji su proglašeni hereticima. Njihove crkve su zatvorene. 
Donatisti su se obratili rimskom caru Konstantinu Velikom za posredništvo koji je sazvao sabor u Arlesu 314. godine na kojem su donatisti osuđeni. Sin Konstantina Velikog, Konstans I. je proveo protiv njih oštre mjere. Zatvorio je njihove crkve i prognao Donata. Za vrijeme vladavine Julijana, donatisti su ponovo otvorili svoje crkve, a njihovi biskupi se vratili iz progonstva. Rimske vlasti su provodile represivne mjere protiv njih, pogotovo nakon njihovog povezivanja sa seljacima koji su sebe nazivali agonistici ("vojnici (Krista)") i zalagali se za ukidanje privatnog vlasništva, ropstva i dugova.
Bili su prilično jaki u vrijeme svetog Augustina, koji je istupao protiv njih krajem 4. stoljeća. Godine 405. sabor u Kartagi tražio je od cara Honorija ukaze protiv donatista. Godine 409. Honorije je izdao ukaz o vjerskoj toleranciji, ali ga je pod utjecajem rimske crkve ubrzo ukinuo. Godine 415. im je pod prijetnjom smrtne kazne zabranjeno okupljaje i bogoslužje. Unatoć tome održali su se kao zajednica još nekoliko stoljeća. Nestaju tek s arapskim osvajanjima Afrike u 7. i 8. stoljeću.

## Donatisti
- Tikonije (lat. Tyconius ili Tychonius), bio je kršćanski pisac donatističke orijentacije

## Vanjske poveznice
- Donatists (Catholic Encyclopedia)
- Donatus & the Donatist Schism (earlychurch.org)
- Letter of Petilian of Cirta  Arhivirana inačica izvorne stranice od 10. veljače 2020. (Wayback Machine) (pismo Petilija, donatskog episkopa Cirte)